# Simon Cox
Simon Richard Cox (Reading, 28 aprile 1987) è un ex calciatore irlandese, di ruolo attaccante.

## Carriera

### Club
Ha giocato nella prima divisione inglese ed in quella australiana, oltre che nella seconda divisione inglese.

### Nazionale
Tra il 2011 ed il 2014 ha totalizzato complessivamente 30 presenze e 4 reti con la nazionale irlandese, con la quale ha anche partecipato agli Europei del 2012.

## Palmarès

### Club

#### Competizioni nazionali
- Football League Championship: 1

Reading: 2005-2006

### Individuale
- Capocannoniere della Football League One: 1

2008-2009 (29 reti, alla pari con Rickie Lambert)